# Viktor Liberman
Viktor Simenovitsj Liberman (Russisch: Виктор Семёнович Либерман) (Leningrad, 10 januari 1931 - Amsterdam, 17 juli 1999) was een Russisch violist en dirigent.

## Leven en werk
Liberman begon met vioollessen toen hij zes jaar oud was. In 1958 was hij een van de prijswinnaars van het Internationaal Tsjaikovski-concours voor viool in Moskou. Reeds voor zijn twintigste levensjaar werd Liberman aangenomen bij het Leningrader Philharmonisch Orkest, waar hij carrière maakte in de groep der eerste violen. In 1968 werd hij aangesteld als concertmeester van dit orkest dat toen onder leiding stond van Jevgeni Mravinski. Hij bleef 29 jaar lang aan het orkest van Leningrad verbonden.
Liberman emigreerde in 1979 van de Sovjet-Unie naar Nederland. Op aanbeveling van Kirill Kondrasjin werd hij concertmeester van het Rotterdams Philharmonisch Orkest. In 1985 kreeg hij deze functie bij het (Koninklijk) Concertgebouworkest in Amsterdam. Daarmee trad Liberman ook enkele malen op als solist, bijvoorbeeld op 18 januari 1987 met het vioolconcert van Tsjaikovski onder leiding van chef-dirigent Riccardo Chailly.
Bij zijn afscheidsconcert naar aanleiding van zijn pensionering in 1996 dirigeerde hij het Koninklijk Concertgebouworkest in onder andere de Vijfde symfonie van Sjostakovitsj. Hij werd toen Ridder in de Orde van de Nederlandse Leeuw, een van de hoogste koninklijke onderscheidingen in Nederland. Hij keerde terug bij het Concertgebouworkest als gastdirigent, onder meer als vervanger van Carlo Maria Giulini op 15 oktober 1998. 
In 1996 werd hij vaste gastdirigent bij het Noord Nederlands Orkest in Groningen, waarvan hij van 1997 tot zijn dood chef-dirigent was. Daarnaast bleef Liberman optreden als solist en was hij gastdirigent bij verschillende Europese orkesten, waaronder in Nederland Nieuw Sinfonietta Amsterdam en het Nationaal Jeugdorkest.
Liberman combineerde zijn activiteiten als musicus met lesgeven. Hij was lange tijd viooldocent aan het Utrechts Conservatorium. Ook gaf hij regelmatig masterclasses. 
In een vraaggesprek met Het Parool liet Liberman weten nooit enige affiniteit te hebben gevoeld met de Communistische Partij van de Sovjet-Unie, maar dat hij zich ook geen dissident voelde. "De viool is mijn leven", zei hij.
Viktor Libermans gezondheid op latere leeftijd was broos; hij overleefde een zware hartoperatie midden jaren negentig. Hij overleed in 1999 op slechts 68-jarige leeftijd aan leverkanker. Hij had één zoon.

## Discografie
- Tomasso Albinoni, Luca Antonio Predieri, Antonio Vivaldi, Giuseppe Torelli: Vioolconcerten. Viktor Liberman (viool), Leningrad Chamber Orchestra, dirigent: J. Serebrjakov. Melodiya Records.
- Boris Tisjtsjenko: Vioolconcert nr. 1. Viktor Liberman (viool), Leningrad Chamber Orchestra, dirigent: Edward Serov. Northern Flowers, 1977.
- Hans Kox: Vioolconcert nr. 2. Viktor Liberman (viool), Rotterdams Philharmonisch Orkest, dirigent: Richard Dufallo. Attacca, 1987.

- Gemeinsame Normdatei: 134734823
- International Standard Name Identifier: 0000 0000 5657 2391
- Library of Congress Control Number: n95040830
- MusicBrainz: 16d63157-8226-49cf-97e0-ac3d1fece5e3
- Nederlandse Thesaurus van Auteursnamen: 105454850
- Virtual International Authority File: 79754240
- WorldCat: E39PBJp9tqx69fd7MjpMghCCwC